# Vilșanka, Lubnî
Vilșanka (în ucraineană Вільшанка) este un sat în comuna Mhar din raionul Lubnî, regiunea Poltava, Ucraina.

## Demografie
Componența lingvistică a localității Vilșanka
     Ucraineană (96,45%)
     Rusă (3,35%)
     Alte limbi (0,2%)
Conform recensământului din 2001, majoritatea populației localității Vilșanka era vorbitoare de ucraineană (96,45%), existând în minoritate și vorbitori de rusă (3,35%).